# Medaglia al valore di Marina
La medaglia al valor di Marina fu istituita dal Regno di Sardegna nel 1836; insieme alla medaglia al valor militare, creata con regio viglietto del 26 marzo 1833, ed a quella al valor civile, stabilita dal regio decreto del 30 aprile 1851, era finalizzata a premiare quei cittadini che davano prova di valore e di abnegazione.
Con varie riforme della normativa la decorazione è sempre rimasta in essere, sia dopo l'unificazione del Regno d'Italia che dopo la nascita della Repubblica italiana, ed esiste tuttora, tra le medaglie al valore di forza armata regolamentate nel 2010.

## Regno di Sardegna
La medaglia al valore di Marina fu istituita nel Regno di Sardegna con sovrana determinazione del 1 marzo 1836, ed era destinata alle persone appartenenti alla Marina in ricompensa di azioni generose operate in occasione di qualche naufragio, od altrimenti in soccorso di individui pericolanti in mare.
Con sovrana determinazione del 25 marzo 1847 le persone cui era concessa furono autorizzate a fregiarsene.

## Regno d'Italia
La normativa fu riformata dopo l'unificazione, allo scopo di estendere il conferimento della medaglia, che in origine era riservata alla gente di mare, ad altre classi di cittadini che si distinguevano nelle stesse azioni generose e di rendere il distintivo più conforme, tanto nelle dimensioni che nelle impronte che lo caratterizzano, a quelle che si concedevano al valor militare e civile.

### Riforma del 1860
Con regio decreto n. 4072 del 1860 si stabilì che la medaglia al valore di Marina, nelle classi d'oro e d'argento, fosse destinata a ricompensare coloro che si distinguevano per atti di coraggio compiuti con rischio della vita verso persone pericolanti in mare. La medaglia in oro era destinata per le azioni più segnalate.
I titoli delle persone additate come meritevoli di ricompensa erano esaminati, a seconda dei casi, dal Consiglio consultivo per la Marina mercantile ovvero dal Congresso permanente della Marina militare, che facevano al Ministero le relative proposte.
I conferimenti erano effettuati in maniera solenne dall'autorità civile o militare.

#### Insegne
La medaglia consiste in un disco d'oro o d'argento del diametro di 33 millimetri che reca:
sul rectola croce di Savoia con intorno il motto «Al valore di Marina»,
sul versotra due rami di quercia lo spazio ove incidere il nome del decorato e l'indicazione del luogo e del giorno dell'azione premiata.
La medaglia andava appesa ad un nastro largo trentasei millimetri, di colore azzurro, con due piccoli filetti in bianco ai lati, uno di tre millimetri e l'altro di uno.
Il decorato poteva fregiarsi della medaglia con le modalità stabilite per quelle al valor militare e civile.
Il conferimento era attestato da un decreto rilasciato dal Ministro della marina nel quale era indicata l'azione premiata ed il giorno ed il luogo nel quale era avvenuta.
Successivamente fu istituita anche la menzione onorevole al valor di Marina, per gli atti di coraggio compiuti senza evidente pericolo di vita, ma con slancio e filantropia.

### Riforma del 1888 e testo coordinato del 1889
La normativa riguardante le ricompense marinare fu riformata e riordinata con il regio decreto n. 5275 del 1888, con il quale la menzione onorevole fu sostituita dalla medaglia di bronzo al valor di Marina e fu istituita la medaglia commemorativa in bronzo per affiancare la preesistente d'argento.
Quindi, dopo tale riforma, gli atti compiuti verso i naufraghi e le persone pericolanti in mare potevano essere premiati con:
- la medaglia al valore di Marina, d'oro, d'argento e di bronzo;
- la medaglia commemorativa, d'argento e di bronzo;
- l'attestato ufficiale di benemerenza, concesso nei casi meritevoli di speciale considerazione ma non tali da dar luogo al conferimento della medaglia al valore di Marina.

La normativa fu nuovamente modificata con regio decreto n. 337 del 1899 e poi raccolta in un testo coordinato approvato con il regio decreto n. 487 del 1889.

#### Concessione
Le medaglie al valore erano concesse dal re su proposte avanzate dal Ministro della marina in base al parere del Consiglio superiore di Marina che esaminava il merito delle azioni compiute.
Con regio decreto n. 988 del 1920 fu ammesso il ricorso al Ministero della marina avverso le decisioni relative a proposte di ricompense.
Le medaglie al valor di Marina, di regola, erano consegnate ai destinatari in modo solenne, dai Capitani ed Ufficiali di porto, o da altre autorità delegate dal Ministero della marina, nella ricorrenza delle feste nazionali o del giorno natalizio del sovrano.
Coloro che erano già insigniti della menzione onorevole al valor di Marina, ebbero la facoltà di chiedere che fosse cambiata con la medaglia di bronzo, entro l'anno 1900.

#### Criteri di eleggibilità
Le medaglie al valor di Marina erano destinate a ricompensare atti di coraggio compiuti verso i naufraghi e le persone pericolanti in mare; quelle d'oro e d'argento per coloro che nel compiere gli atti di coraggio avessero evidentemente rischiato la vita; quella d'oro era però riservata per ricompensare le azioni più segnalate.
La medaglia di bronzo era destinata a ricompensare gli atti di coraggio compiuti senza evidente pericolo di vita.
La concessione poteva farsi anche alla memoria di colui che avesse perduto la vita nel compiere un'azione generosa sul mare.

#### Insegne
La medaglia consiste in un disco d'oro, d'argento o di bronzo del diametro di 33 millimetri che reca:
sul rectola croce di Savoia con intorno il motto «Al valore di Marina»,
sul versotra due rami di quercia lo spazio ove incidere il nome del decorato e l'indicazione del luogo e del giorni dell'azione premiata.
La medaglia andava portata alla sinistra del petto, appesa ad un nastro largo trentasei millimetri, di colore azzurro, con due piccoli filetti in bianco ai lati, uno di tre millimetri e l'altro di uno.
Il conferimento era attestato da un certificato inviato dal Ministro della marina nel quale erano indicati il nome del soccorritore, il fatto premiato e il giorno ed il luogo nel quale era avvenuto.
Il decreto del 1888 istituì anche delle fascette in bronzo da apporre sul nastro per indicare la concessione di ulteriori medaglie di bronzo successive alla prima, tali fascette, che dovevano recare incisa la data dell'azione alla quale si riferiva la nuova ricompensa, furono abrogate con il decreto del 1889.

### Riforma del 1938
Con il regio decreto n. 1324 del 1938 fu abrogata e riformata tutta la normativa in materia di concessione di ricompense per atti di coraggio e filantropia compiuti in mare, in particolare si stabilì che gli atti di coraggio rivolti a salvare vite umane in mare, ad impedire sinistri marittimi o ad attenuarne le conseguenze, sarebbero stati premiati con le medaglie al valor di Marina d'oro d'argento e di bronzo e con l'encomio al valor di Marina.
Con lo stesso provvedimento la medaglia commemorativa e l'attestato di benemerenza furono sostituiti dalla medaglia di benemerenza marinara.

#### Concessione
Le medaglie al valor di Marina venivano conferite con regio decreto su proposta del Ministro per la marina, l'encomio al valore di Marina era invece concesso dal Ministro per la marina.
Le proposte di concessione delle ricompense dovevano essere formulate dalle autorità le quali per i loro attributi venivano a cognizione dei fatti e precisamente:
- dai comandanti in capo di squadre navali o dai comandanti in capo di dipartimento marittimo od assimilati in caso di atti compiuti da militari della Regia Marina, in servizio;
- dai comandanti di porto o dalle autorità consolari all'estero negli altri casi.

Il Consiglio superiore di Marina esaminava il merito dell'azione compiuta ed esprimeva il suo parere sulla ricompensa da concedere ed anche sulle opposizioni presentate al Ministro per la marina avverso le decisioni relative a proposte di ricompense
La medaglia al valor di Marina veniva consegnata in forma solenne, nella ricorrenza di feste nazionali, dai comandanti di dipartimento marittimo o dai comandanti militari marittimi oppure, nelle località che non erano sede di tali comandi, dai comandanti di porto, oppure da altra autorità delegata dal Ministro per la marina.

#### Criteri di eleggibilità
Le medaglie d'oro e di argento al valor di Marina erano destinate a ricompensare coloro che nel compiere atti di coraggio in mare dimostravano perizia marinaresca ed esponevano la propria vita a manifesto pericolo.
Per la medaglia d'oro si richiedeva il concorso di circostanze tali da rendere l'atto compiuto meritorio e commendevole in sommo grado.
La medaglia di bronzo e l'encomio, invece, erano destinati a ricompensare atti di coraggio compiuti con perizia marinaresca, ma senza manifesto pericolo di vita.
La medaglia al valor di Marina poteva essere concessa alla memoria di chi aveva perduto la vita nel compiere un'azione generosa

#### Insegne
La medaglia ed il nastro non furono modificati.
Le disposizioni regolamentari relative all'uso ed alle dimensioni dei nastrini da portarsi sul petto in luogo delle medaglie, furono estese anche alle medaglie al valor di Marina.
Sul nastrino delle medaglie d'oro e d'argento andava applicata una stella a cinque punte rispettivamente di oro e di argento.
| Nastrini |         |        |
| oro      | argento | bronzo |

Il conferimento era attestato da un brevetto rilasciato dal Ministro della marina nel quale erano indicati il nome del soccorritore, il fatto premiato e il giorno ed il luogo nel quale era avvenuto.
Il Ministero della marina curava la pubblicazione delle singole concessioni di medaglie al valor di Marina con inserzione nel proprio Foglio d'ordini e nella Gazzetta Ufficiale, inoltre partecipava di volta in volta ai Comuni di nascita dei decorati la concessione delle medaglie dando comunicazione integrale delle motivazioni.
In base a tali partecipazioni i Comuni interessati annotavano nei registri di anagrafe le concessioni di medaglie al valor di Marina per farne poi annotazione nei certificati di rito da rilasciarsi su richiesta dell'autorità giudiziaria.
Al Comune di nascita del decorato spettava anche l'obbligo di portare a conoscenza della popolazione ogni concessione con apposita affissione nell'albo pretorio ed anche con l'inserzione nelle pubblicazioni eventualmente emanate dall'amministrazione comunale e con ogni altro mezzo ritenuto opportuno.

## Repubblica italiana

### Adeguamento della normativa
La normativa del 1938 rimase in vigore anche dopo la caduta della monarchia e la nascita della Repubblica italiana, fu adeguata ed aggiornata con i decreti del Presidente della Repubblica n. 397 del 1969 e n. 361 del 1997.
La medaglia al valore di Marina era conferita con decreto del presidente della Repubblica su proposta del ministro della difesa mentre l'encomio al valore di Marina era concesso dal Ministro della difesa sentito il parere del Consiglio superiore delle forze armate, sezione Marina, che esaminava il merito dell'azione compiuta.
La medaglia al valor di Marina poteva essere concessa alla memoria di chi era rimasto vittima della propria azione generosa o che era deceduto in conseguenza di essa.

#### Insegne
Nel 1950 si stabilì che la versione "repubblicana" della medaglia avesse il diametro di 33 millimetri e recasse:
sul rectoin mezzo a due rami di alloro e di quercia, l'emblema araldico della Marina militare di cui all'articolo 1 del decreto legislativo n. 1305 del 1947, con intorno la leggenda "al valor di marina";
sul versoin mezzo a due rami di quercia, incisi il nome di colui al quale è concessa, con la indicazione del luogo e della data del fatto.
La medaglia si portava sulla sinistra del petto e il nastro di colore azzurro ha due piccoli filetti in bianco ai lati, l'uno di millimetri tre e l'altro di millimetri quattro.
All'atto del conferimento veniva rilasciato dal Ministro della difesa un brevetto indicante il nome del premiato, la motivazione del premio, la data ed il luogo del conferimento.
Il Ministero della difesa curava la pubblicazione delle singole concessioni di medaglie al valor di Marina mediante inserzione nel Foglio d'ordini Marina e nella Gazzetta Ufficiale della Repubblica italiana, inoltre partecipava di volta in volta la concessione delle medaglie, dando comunicazione integrale delle motivazioni, ai Comuni di nascita dei decorati che provvedevano all'annotazione nei registri di anagrafe, all'affissione nell'albo pretorio ed alla pubblicazione.

### Normativa del 2010
Con il decreto legislativo n. 66 del 2010 tutta la normativa in essere è stata abrogata (art. 2268) e la ricompensa nuovamente istituita (art. 1436) sotto forma di medaglia al valor di Marina d'oro, d'argento o di bronzo, destinate a premiare:
atti di coraggio diretti a salvare vite umane in mare, a impedire sinistri marittimi o ad attenuarne le conseguenze, e attività e gli studi volti allo sviluppo e al progresso della Marina militare italiana, nonché le singole azioni di merito caratterizzate da spiccata perizia, compiuti da cittadini italiani e stranieri, nonché a comandi, corpi o enti che hanno contribuito ad aumentare il prestigio della Marina militare.

#### Concessione
La medaglia al valor di Marina è una delle ricompense al valore di forza armata che sono conferite con decreto del Presidente della Repubblica, su proposta del Ministro della difesa.
Il Codice prevede che il parere sulla concessione delle ricompense al valore o al merito di forza armata sia espresso dalle commissioni previste dall'articolo 86 del Regolamento.
Se la Commissione non riscontra nell'azione compiuta gli estremi necessari per la concessione, se comunque si tratta di atti di coraggio, può proporre l'invio dei documenti relativi al Ministero dell'interno per l'eventuale concessione di ricompense al valore o al merito civile.
Le ricompense al valore di forza armata possono essere concesse alla memoria di colui che è rimasto vittima della propria azione generosa o che è deceduto in conseguenza di essa.

#### Criteri di eleggibilità
Le medaglie d'oro e di argento al valor di Marina sono destinate a ricompensare coloro che nel compiere atti di coraggio in mare hanno dimostrato perizia marinaresca ed esposto la propria vita a manifesto pericolo.
Per la medaglia d'oro si richiede il concorso di circostanze tali da rendere l'atto compiuto meritorio e commendevole in sommo grado.
La medaglia di bronzo è, invece, destinata a ricompensare atti di coraggio compiuti con perizia marinaresca, ma senza manifesto pericolo di vita.

#### Insegne
La medaglia ed il nastro non sono stati modificati; come previsto dal provvedimento istitutivo le loro caratteristiche sono indicate nell'art. 826 del Regolamento.
In luogo delle medaglie è possibile portare un nastrino con applicata una stelletta a cinque punte rispettivamente d'oro o d'argento o di bronzo; per le medaglie d'oro la stelletta a cinque punte è inquadrata in un piccolo fregio di fronde di alloro dello stesso metallo.
| Nastrini |         |        |
| oro      | argento | bronzo |

All'atto del conferimento delle ricompense è rilasciato dal Ministro della difesa un brevetto indicante il nome del premiato, la motivazione del premio, la data ed il luogo del conferimento.
Le singole concessioni vengono pubblicate nella Gazzetta Ufficiale della Repubblica italiana.
Il Ministero della difesa partecipa di volta in volta la concessione delle medaglie, dando comunicazione integrale delle motivazioni, ai Comuni di nascita dei decorati che provvedono all'annotazione nei registri di anagrafe, all'affissione nell'albo pretorio ed alla pubblicazione.